# Don Donald
Don Donald es un cortometraje de animación estadounidense de 1937 producido por Walt Disney Productions y lanzado por United Artists. La caricatura sigue al Pato Donald intentando cortejar a una pata hembra mexicana llamada Donna. Fue dirigido por Ben Sharpsteen y cuenta con música de Paul J. Smith que fue adaptada de las canciones populares mexicanas "Cielito Lindo" y "Jarabe Tapatío". Clarence Nash puso voz tanto a Donald como a Donna.
Aunque en ese momento se presentó como otra caricatura de Mickey Mouse, mostrando la cara y nombre de Mickey Mouse al comienzo del estreno original, la película es en realidad la primera entrega de la serie Donald Duck, siendo posteriormente reeditada como tal, siendo la primera en presentar a Donald como el protagonista principal.

## Trama
El Pato Donald monta a su burra Jenny por el desierto mexicano tocando una guitarra y con un sombrero camino a la casa de su novia, Donna Duck. Donna baila la Danza del Sombrero Mexicano y finalmente aterriza en la burra de Donald, que la arroja de su espalda. Donald se ríe causando que Donna se enoje. Ella golpea a Donald en una fuente, le rompe la guitarra en la cabeza y vuelve a entrar en la casa. 
De vuelta afuera, Jenny se ríe de las desgracias de Donald. Donald decide cambiar a su burra por un automóvil en un puesto comercial cercano. 
Donna se recupera inmediatamente con el coche de Donald. Ella aterriza en el transportín y le da a Donald un gran beso. Juntos aceleran a través del desierto, pero el auto tiene problemas con el motor y deja de funcionar. Donald trata de arreglar el problema con confianza, pero el coche echa a Donald y se marcha sin él. El asiento de seguridad se cierra sobre Donna y esta queda atrapada dentro con Donald  persiguiéndola. El auto choca, arrojando a Donna del asiento trasero, yendo a parar a una poza de agua y a un charco de lodo, y Donald se ríe de ella. Donna furiosa una vez más, agarra la bocina del coche y golpea a Donald con ella, hasta que aterriza en unos cactus y Donna le mete la bocina en la boca. Donna entonces se va en su monociclo que ha llevado convenientemente en su bolso, y declara su relación terminada. 
Donald, solo en el desierto con Jenny que se ha escapado del puesto comercial, está furioso con el automóvil y le lanza la bocina en represalia. Sin embargo, esto hace que el radiador del automóvil explote y el agua caliente caiga sobre el sombrero de Donald, encogiéndolo. Jenny se ríe una vez más.

## Donna Duck
No está claro si Donna Duck simplemente representa una versión anterior de la Pata Daisy o si es un personaje completamente diferente. Donna es reconocida oficialmente como Daisy por Internet Movie Database y Big Cartoon DataBase. Sin embargo, Donna fue reconstituida más tarde en una tira cómica de Disney de 1951 como la rival de Daisy.
Donna hizo varias otras apariciones en la revista británica Mickey Mouse Weekly. Donna no apareció en ninguna otra película.

## Lanzamientos
Fuente:
- 9 de enero de 1937 – estreno original (teatral)
- 1984 – "Dibujos animados clásicos: los primeros 50 años del Pato Donald" (VHS)
- 13 de noviembre de 1984 – 50 aniversario del Pato Donald (TV)
- 1987 – "Dibujos animados clásicos: protagonizada por Donald y Daisy" (VHS)
- 1993 – Las aventuras de Mickey y Donald, Episodio 26 (TV)
- 13 de octubre de 1997 – Ink & Paint Club, Episodio 4 "Disney Firsts" (TV)[8]
- 18 de mayo de 2004 –  "The Chronological Donald Volume One" (DVD)
- 11 de enero de 2005 – "Classic Cartoon Favorites: Starring Donald" (DVD)
- 29 de abril de 2008 – episodio extra en la "Classic Caballeros Collection" (DVD)